# ساوث هیل، کورن‌وال
ساوث هیل (به انگلیسی: South Hill) یک روستا و محله مدنی در بریتانیا است که در Cornwall واقع شده‌است. ساوث هیل ۴۷۴ نفر جمعیت دارد.